# Spoorlijn Avesnes - Sars-Poteries
De spoorlijn Avesnes - Sars-Poteries was een Franse spoorlijn die Avesnes met Sars-Poteries verbond. De spoorlijn was 14,9 km lang en had als lijnnummer 239 000.

## Geschiedenis
De spoorlijn werd geopend op 3 juli 1901. In 1941 werd de lijn gesloten voor personenvervoer en in 1953 ook voor het vervoer van goederen waarna de lijn in 1956 werd opgebroken.

## Aansluitingen
In de volgende plaatsen was er een aansluiting op de volgende spoorlijnen:
Avesnes
RFN 267 000, spoorlijn tussen Fives en Hirson
Sars-Poteries
RFN 240 000, spoorlijn tussen Maubeuge en Fourmies